# Abtastrate
Die Abtastrate oder Abtastfrequenz, auch Samplingrate, Samplerate oder Samplingfrequenz, ist in der Signalverarbeitung die Häufigkeit, mit der ein Analogsignal (auch zeitkontinuierliches Signal genannt) in einer vorgegebenen Zeit abgetastet (das heißt, gemessen und in ein zeitdiskretes Signal umgewandelt) wird. Obwohl die eigentliche Abtastung lediglich im Rahmen der Digitalisierung stattfindet, nennt man diese Kenngröße auch bei der weiteren Verarbeitung bis hin zur Rückumwandlung in ein analoges Signal Abtastrate.

## Allgemeines

### Einheiten der Abtastrate
Da es sich bei einer Abtastung immer um einen periodischen Vorgang handelt, ist ihre grundlegende Einheit das Hertz (abgekürzt: Hz), also Perioden pro Sekunde. Das sich kontinuierlich verändernde Eingangssignal wird immer nur im Augenblick des Abtastvorgangs gemessen, wodurch jedes Mal ein Momentanwert ermittelt wird. Daher werden die einzelnen Messergebnisse auch Samples (englisch für Stichproben) genannt, und man spricht auch von Samples pro Sekunde, abgekürzt SPS, Sa/s oder S/s.
Bei Bedarf werden die üblichen Vorsätze für Maßeinheiten verwendet:
- Ein Abtastvorgang pro Sekunde: 1 Hz = 1 S/s
- 44.100 Abtastvorgänge pro Sekunde: 44,1 kHz = 44,1 kS/s (siehe Audiosample)
- Eine Milliarde Abtastvorgänge pro Sekunde: 1 GHz = 1 GS/s bzw. GSPS (siehe Hochfrequenzmesstechnik).

### Abtastintervall

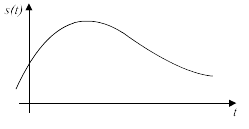
Zeitkontinuierlicher Signalverlauf

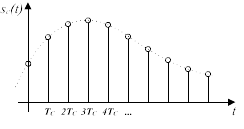
Durch eine konstante Abtastrate gewonnenes zeitdiskretes Signal

Der Abstand zwischen den Abtastzeitpunkten ist das Abtastintervall und wird in Sekunden bzw. Teilen davon ausgedrückt. Ist dieser Abstand konstant, so lässt sich aus dem Abtastintervall ts die Abtastfrequenz fs bestimmen:
{\displaystyle f_{s}={\frac {1}{t_{s}}}\;.}
Dem Nyquist-Shannon-Abtasttheorem folgend ist für eine vollständige Abbildung eines Signals bei zeitlich konstanter Abtastrate mit der höchsten Spektralkomponente fa eine mehr als doppelt so hohe Abtastrate notwendig:
{\displaystyle f_{s}>2\cdot f_{a}\;.}
Bei der Abtastung von Signalen mit Frequenzen oberhalb von fa treten Fehler wie der Alias-Effekt auf. Mittels eines analogen Tiefpassfilters zur Beschränkung der Eingangsfrequenz fa können Abtastfehler reduziert werden. 
Die Abtastung kann durch einen Analog-Digital-Umsetzer erfolgen, welcher neben der Abtastung auch die Quantisierung durchführt und das zeitdiskrete Signal in ein digitales Signal umwandelt.
Die Umsetzung von einer hohen auf eine niedrige Abtastrate bzw. von einer niedrigen auf eine hohe Abtastrate bei gleichzeitiger Erhaltung des abgetasteten Signals wird als Abtastratenkonvertierung bezeichnet.

## Beispiele

### Audiotechnik
Bei Audio-CDs wird eine Abtastrate von 44,1 kHz benutzt. Diese ist ausreichend, um Audiosignale mit Frequenzen bis 22 kHz zu erfassen. Bei Digital Audio Tape (DAT) wird im Consumer-Bereich eine Abtastrate von 48 kHz verwendet, wobei viele Geräte auch über einen Longplay-Modus mit 32 kHz verfügen. DAT-Recorder aus dem Profi-Bereich können auch mit 44,1 kHz arbeiten und dienten bis etwa zum Jahr 2000 als bevorzugtes Medium für Premaster, die Vorstufe zur CD-Pressung.
Bei DVD-Audio sind Abtastraten bis 96 und 192 kHz möglich. Durch die höheren Abtastraten können die notwendigen analogen Tiefpassfilter für das Antialiasing mit einem geringeren Gütefaktor arbeiten, was eine geringere Steilheit und damit weniger Verzerrungen bewirkt. Auch kann die Grenzfrequenz nach oben geschoben werden, sodass Audiosignale mit entsprechend höheren Frequenzen sauber übertragen werden.

### Videotechnik
Obwohl die benötigte Auflösung des Helligkeitspegels geringer als bei Audio ist, beträgt die Anzahl der zu übertragenden Datenpunkte aber ein Vielfaches. Um mit digitaler Videotechnik analoge Fernsehsignale darzustellen, werden daher je nach benötigter Bandbreite des Analogsignals Abtastraten im Bereich bis zu einigen 100 MHz verwendet.
Digitale Videodatenströme sind nochmals komplexer aufgebaut als digitale Audiosignale. Es werden nicht nur das Audio- und das Bildsignal übertragen, sondern noch die zusätzlichen Informationen wie die Austast- und Synchronisationsimpulse in den Datenstrom mit eingebaut. Im Gegensatz zu Rohdatensignalen bei Audio und Bildsignalen macht die Datenrate von formatierten Videosignalen damit keine direkte technische Aussage über die Grenzfrequenz, wie dies bei Audiosignalen der Fall ist. Übliche digitale Videoschnittstellen sind beispielsweise die ITU-R BT 601 und die ITU-R BT 656, welche bei SDTV mit einer Abtastfrequenz von 13,5 MHz betrieben werden.